# ديفيد روب
ديفيد روب (بالإنجليزية: David Robb) هو ممثل بريطاني، ولد في 23 أغسطس 1947 بلندن في المملكة المتحدة. من الجوائز التي نالها جائزة نقابة ممثلي الشاشة لأفضل أداء جماعي في مسلسل درامي عن عمل داونتون آبي سنة 2013.

## أعمال

### أفلام
- (1993) أطفال سوينغ
- (2009) فيكتوريا الصغيرة[4][5]

### مسلسلات
- داونتون آبي

## جوائز
- جائزة نقابة ممثلي الشاشة لأفضل أداء جماعي في مسلسل درامي، عن عمل: داونتون آبي (2013)

## وصلات خارجية
- ديفيد روب على موقع IMDb (الإنجليزية)
- ديفيد روب على موقع روتن توميتوز (الإنجليزية)
- ديفيد روب على موقع قاعدة بيانات الأفلام العربية
- ديفيد روب على موقع ألو سيني (الفرنسية)
- ديفيد روب على موقع أول موفي (الإنجليزية)
- ديفيد روب على موقع قاعدة بيانات الأفلام السويدية (السويدية)
- ديفيد روب على موقع قاعدة بيانات الفيلم (الإنجليزية)
- ديفيد روب على موقع كينوبويسك (الروسية)